# Madame Racketeer
Pour plus de détails, voir Fiche technique et Distribution.
Madame Racketeer est un film américain réalisé par Alexander Hall et Harry Wagstaff Gribble, sorti en 1932.

## Fiche technique
- Titre : Madame Racketeer
- Réalisation : Alexander Hall et Harry Wagstaff Gribble
- Scénario : Harvey Gates et Malcolm Stuart Boylan
- Photographie : Henry Sharp
- Musique : John Leipold
- Société de production : Paramount Pictures
- Pays de production : États-Unis
- Format : Noir et blanc - 1,37:1 - Mono
- Genre : comédie
- Date de sortie : 1932

## Distribution
- Alison Skipworth : Contesse von Claudwig / Martha Hicks
- Richard Bennett : Elmer Hicks
- George Raft : Jack Houston
- John Breeden : David Butterworth
- Evalyn Knapp : Alice Hicks
- Gertrude Messinger : Patsy Hicks
- Robert McWade : James Butterworth
- J. Farrell MacDonald : John Adams
- Parmi les acteurs non crédités :
- Oscar Apfel : J. Harrington Hagney
- Irving Bacon : Gus
- George Barbier : Warden George Waddell
- Frank Beal : Appleby
- Winter Hall : Ministre
- Arthur Hoyt : Shiffem
- William Humphrey : Directeur de banque
- Edgar Lewis : Directeur de banque
- Edward Peil Sr. : Passager du train
- Walter Walker : Arthur Gregory